# Pfeiferstuhl

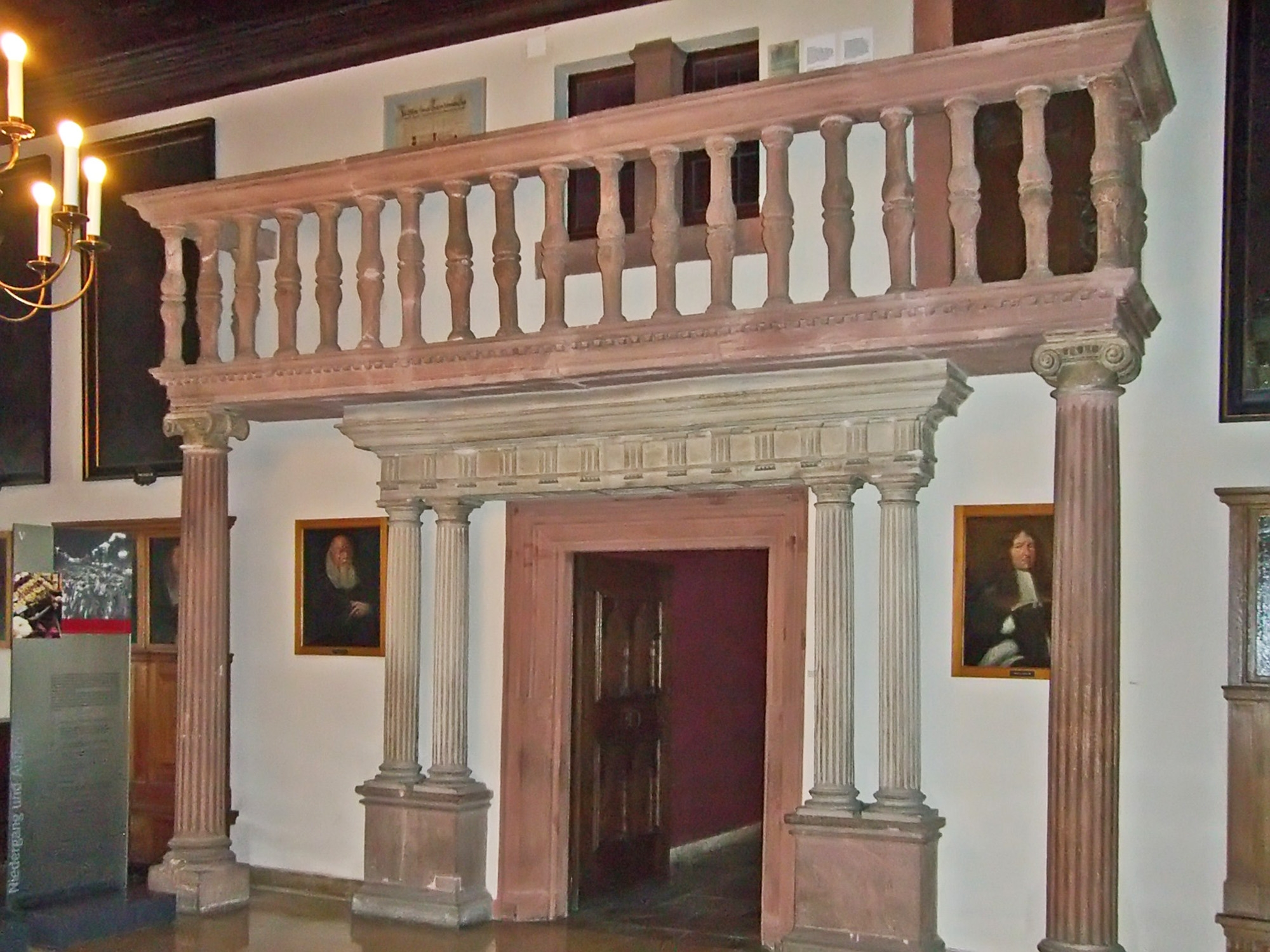
Der Stadtpfeiferstuhl im Festsaal des Alten Rathauses in Leipzig

Der Pfeiferstuhl (Musikempore) ist ein erhöhter Platz, auf dem die Spielleute zum Tanz aufspielten.
Der Begriff setzt sich aus Pfeifer (oder auch Pfeiffer) und Stuhl zusammen. „Pfeifer“ beschreibt jemanden, der berufsmäßig eine Pfeife (Flöte) spielt. Die Pfeifer (also Musikanten) waren mit den „Fiedlern“ in sogenannten Musikantenzünften zusammengeschlossen. Der Bestandteil „Stuhl“ bedeutet wahrscheinlich Ort, Platz, kann aber auch die Bedeutung des Amtssitzes haben oder des erhöhten Sitzes.
Es wird beschrieben, dass die Musiker entweder „vom Pfeiferstuhl herab oder direkt auf dem Tanzboden“ zum Tanz aufgespielt haben.
In einigen Festsälen, wie dem des Alten Rathauses zu Leipzig, ist noch die bauliche Besonderheit einer Musikerempore, der „Pfeiferstuhl“, zu sehen, auf dem die Musiker (zum Teil die Stadtpfeifer) zu Festlichkeiten musizierten.